# Dragon's Lair
Dragon's Lair es un videojuego de laserdisc publicado por Cinematronics en 1983. Contó con la animación creada por el ex animador de Disney Don Bluth. La única edición lanzada en Japón es en Sega CD.
La mayoría de juegos de la época representaban al personaje como un sprite, que consistía en una serie de píxeles mostrados en sucesión. Debido a limitaciones de hardware de la época, los artistas se limitaban en gran medida en los detalles que se podría lograr mediante la misma técnica; la resolución, tasa de fotogramas, y el número de fotogramas se vieron limitados severamente. Dragon's Lair superó estas limitaciones aprovechando el gran potencial de almacenamiento del laserdisc, pero impuso otras limitaciones en la jugabilidad real del juego.
El éxito del juego provocó numerosas secuelas y juegos relacionados. En el siglo XXI ha sido re-empaquetado en una serie de formatos (por ejemplo, para el iPhone) como un "retro" o juego histórico.
Es actualmente uno de los tres videojuegos (junto con Pong y Pac-Man) en exhibición permanente en la Smithsonian Institution en Washington D. C..

## Historia
Dragon's Lair cuenta con el héroe, Dirk el Intrépido, un caballero tratando de rescatar a la princesa Daphne del malvado dragón Singe, que ha encerrado a la princesa en el castillo del mago Mordroc. La pantalla muestra escenas animadas, y el jugador ejecuta una acción mediante la selección de una dirección o pulsando el botón de la espada con la sincronización correcta, lo que requiere que el jugador memorice cada escenario con el fin de despejar cada quick time event. Los aspectos de comedia del juego surgieron no sólo de las extrañas criaturas y escenas humorísticas de las muertes, sino también del hecho de que aunque Dirk era un caballero experto, era un poco torpe, además de ser un héroe con tendencia a gritar y reaccionar con horror a los diversos peligros que se encuentra.

## Jugabilidad
En lugar de controlar las acciones del personaje directamente, los jugadores controlan sus reflejos, con diferentes segmentos de juego a modo video de movimiento completo (FMV) para las elecciones correctas o incorrectas.

## Desarrollo
El juego fue animado por el veterano animador de Disney Don Bluth y su estudio. El desarrollo se llevó a cabo con un presupuesto reducido, el costo fue de 1 millón de dólares y tardó siete meses en completarse. Dado que el estudio no podía permitirse el lujo de contratar a modelos, los animadores utilizaron fotos de revistas Playboy en busca de inspiración para el personaje de la princesa Daphne. Los animadores también utilizaron sus propias voces para todos los personajes en lugar de contratar actores de voz con el fin de mantener los costos bajos, a pesar de que cuenta con un actor profesional de la voz, Michael Rye, como el narrador de la secuencia de introducción (que es también el narrador de Space Ace y Dragon's Lair II). La voz de la princesa Daphne fue interpretada por Vera Lanpher, quien era parte del equipo de animación del videojuego.

## Curiosidades
- El juego, como arcade, aparece en el primer capítulo de la segunda temporada de la aclamada serie Stranger Things. Ambientada en la década de 1980, Dragon's Lair es jugado por uno de los cuatro niños protagonistas y referenciado como "maldita cosa cara" y difícil.